# Stazione di Cressa-Fontaneto
La stazione di Cressa-Fontaneto è una stazione ferroviaria della linea Novara-Domodossola al servizio dell'omonimo comune e quello di Fontaneto d'Agogna.

## Struttura ed impianti

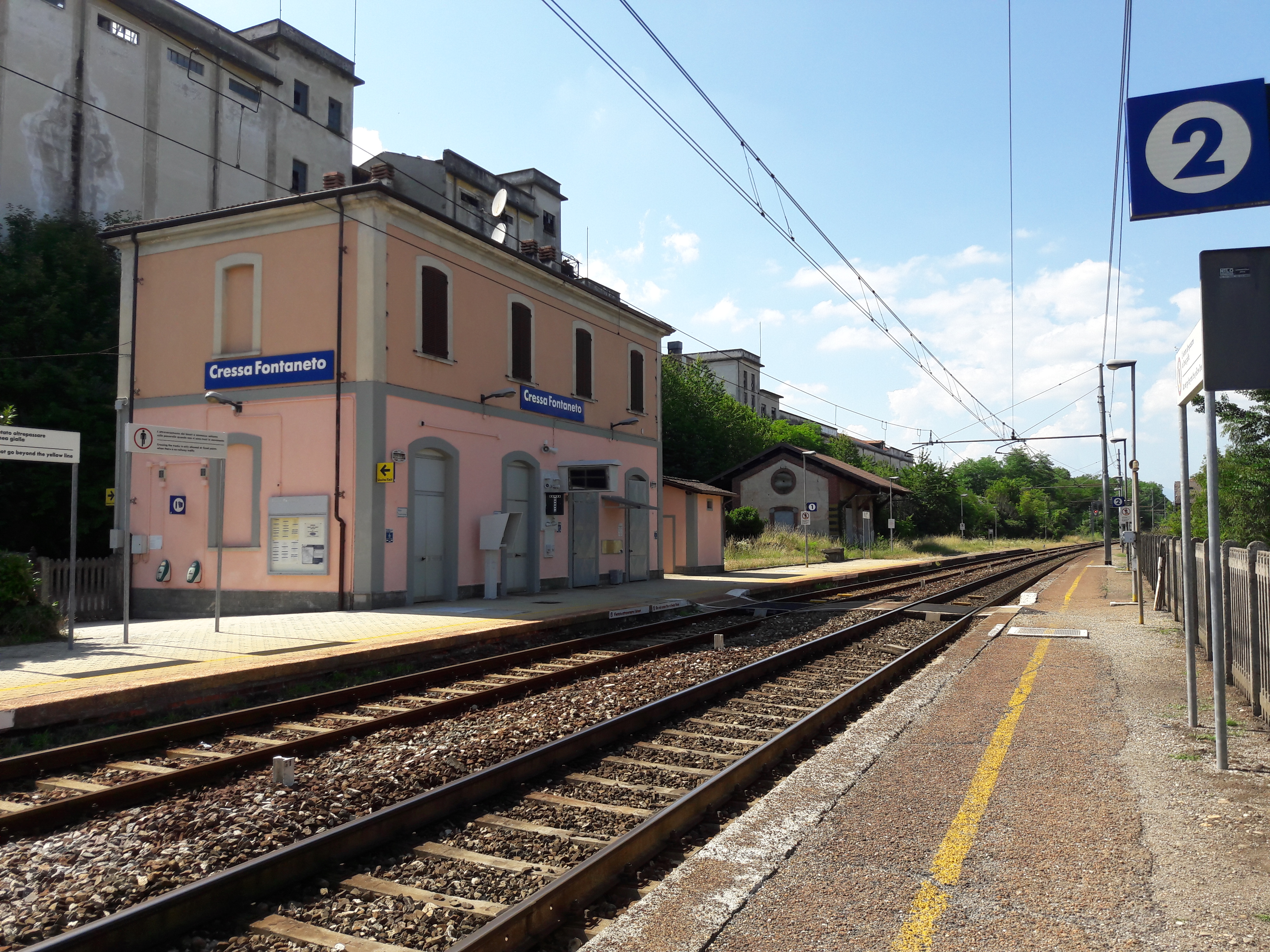
Stazione lato binari

La stazione, gestita da Rete Ferroviaria Italiana, è dotata di due binari passanti, provvisti entrambi di marciapiedi per l'imbarco dei passeggeri. La maggior parte del traffico è svolto sul secondo binario di corretto tracciato, mentre il primo è utilizzato soltanto per incroci o precedenze, con i deviatoi percorribili a 30 km/h. L'impianto è telecomandato a distanza con il sistema CTC, mediante il Dirigente Centrale Operativo con sede a Torino Lingotto.
Il fabbricato viaggiatori, che si compone su due piani, è interamente chiuso ai passeggeri.

## Movimento
La stazione è servita da treni regionali svolti da Trenitalia nell'ambito del contratto di servizio stipulato con la Regione Piemonte.

## Servizi
Nella stazione, che RFI classifica nella categoria "Bronze", sono presenti pannelli d'informazione audio per le informazioni sul traffico. Essa non dispone di servizi.